# Desmanthus subulatus
Desmanthus subulatus là một loài thực vật có hoa trong họ Đậu. Loài này được (Britton & Rose) Wiggins miêu tả khoa học đầu tiên năm 1950.